# Blohm & Voss Bv P.202
De Bv P.202 was een project voor een jachtvliegtuig dat werd ontwikkeld door de Duitse vliegtuigontwerper Blohm und Voss.

## Ontwikkeling
Het project was opgestart voor de ontwikkeling van een jachtvliegtuig met verstelbare vleugels en stond onder leiding van Dr. Vogt. Het onderzoek naar verstelbare vleugels was in 1938 in Duitsland van start gegaan. De vleugel was boven op de romp geplaatst en bestond uit een stuk. Hier was een ronde schijf aangebracht waaraan de vleugel was gemonteerd. Onder de schijf bevond zich het mechanisme voor het verstellen van de vleugel. Een van de opmerkelijke eigenschappen van de vleugel was dat deze in zijn geheel over 35 graden kon worden versteld. Dit hield in dat als de bakboordvleugel 35 graden naar voren wees de stuurboordvleugel 35 graden naar achteren wees. De “normale” stand werd gebruikt tijdens de start en landing. De stand van 35 graden moest voor betere vliegeigenschappen zorgen tijdens vluchten met hoge snelheid. Het grootste deel van de romp werd ingenomen door het rotatiesysteem voor de vleugels. Het mechanisme was ook erg zwaar en had een negatief effect op het gewicht van het toestel, de hoeveelheid brandstof dat kon worden meegenomen en uiteindelijk ook op de snelheid die kon worden bereikt.
De twee BMW 003-straalmotoren waren naast elkaar onder de romp aangebracht. De luchtinlaat was onder de rompneus geplaatst en was ovaal van vorm en breed uitgevoerd. De motor uitlaat was onder de staartboom.
De cockpit was in de rompneus geplaatst. Er was een neuswiellandingsgestel toegepast. Het neuswiel werd in de rompneus opgetrokken. Het hoofdlandingsgestel was lang uitgevoerd en werd binnenwaarts in de vleugels opgetrokken.
De bewapening zou bestaan uit twee 30mm-MK103-kanonnen in de rompzijkant en een 20mm-MG151/20-kanon in de rompneus.
Een ander project dat gebruik maakte van verstelbare vleugels was de Messerschmitt Me P.1101, maar dit toestel maakte gebruik van twee aparte vleugels. Een toestel dat wel gebruikmaakte van een vleugel uit één stuk was de Ames AD-1, een onderzoeksvliegtuig voor de NASA.